# San Michele (ostrov)
San Michele je ostrov s kostelem San Michele a stejnojmenný hřbitov v benátské laguně mezi Benátkami a souostrovím Murano. V současné době zaujímá celou plochu ostrova hřbitov s hřbitovním kostelem San Michele, kaplí Emiliana, bývalými objekty kláštera, s ochozem a kaplovými hrobkami. Celý ostrov je ohrazen kamennou zdí. Pravidelné dopravní spojení s Benátkami a s Muranem zajišťuje vaporetto dopravce Actv, zastávka Cimitero. 

## Historie

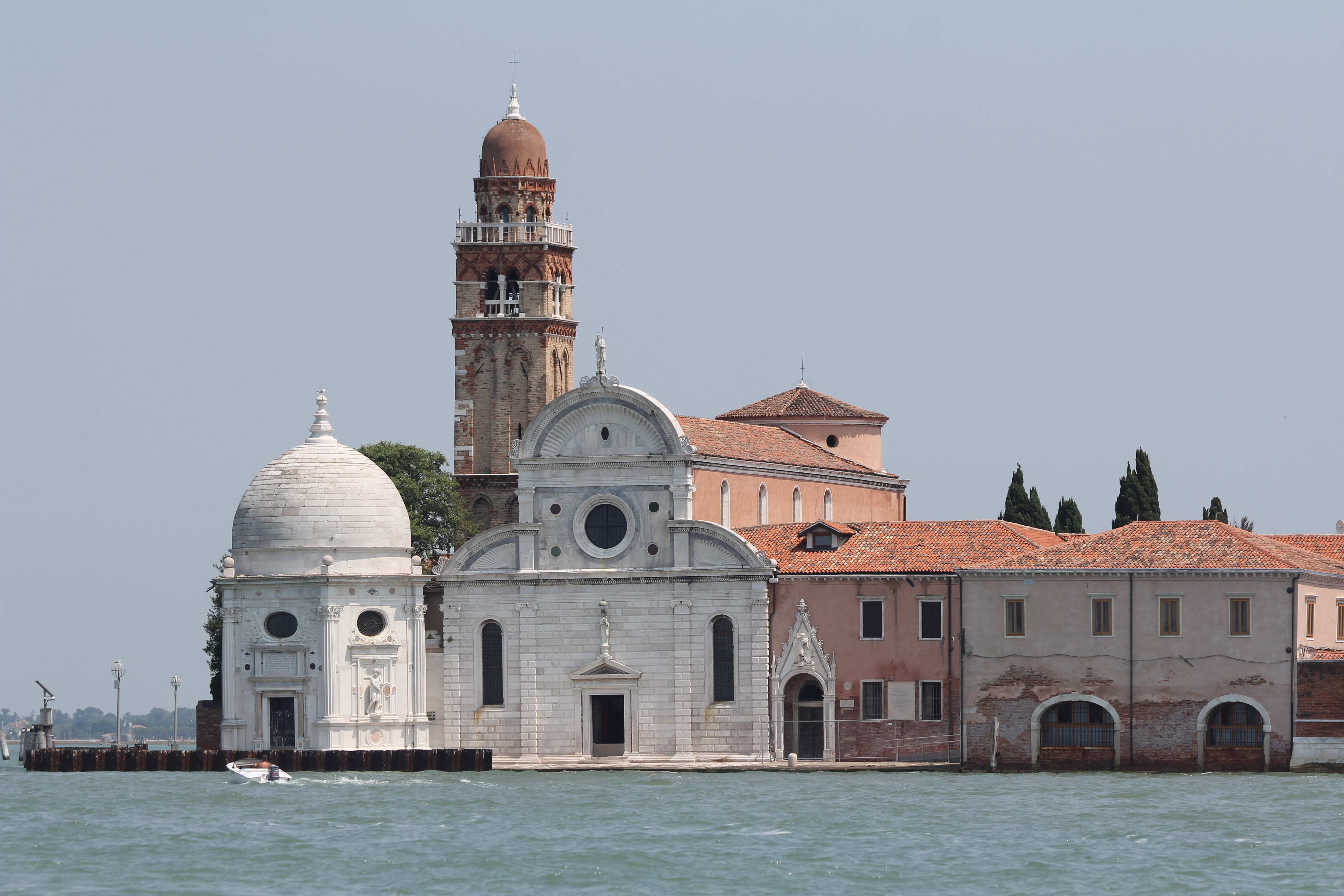
Bazilika San Michele s kaplí Emiliani

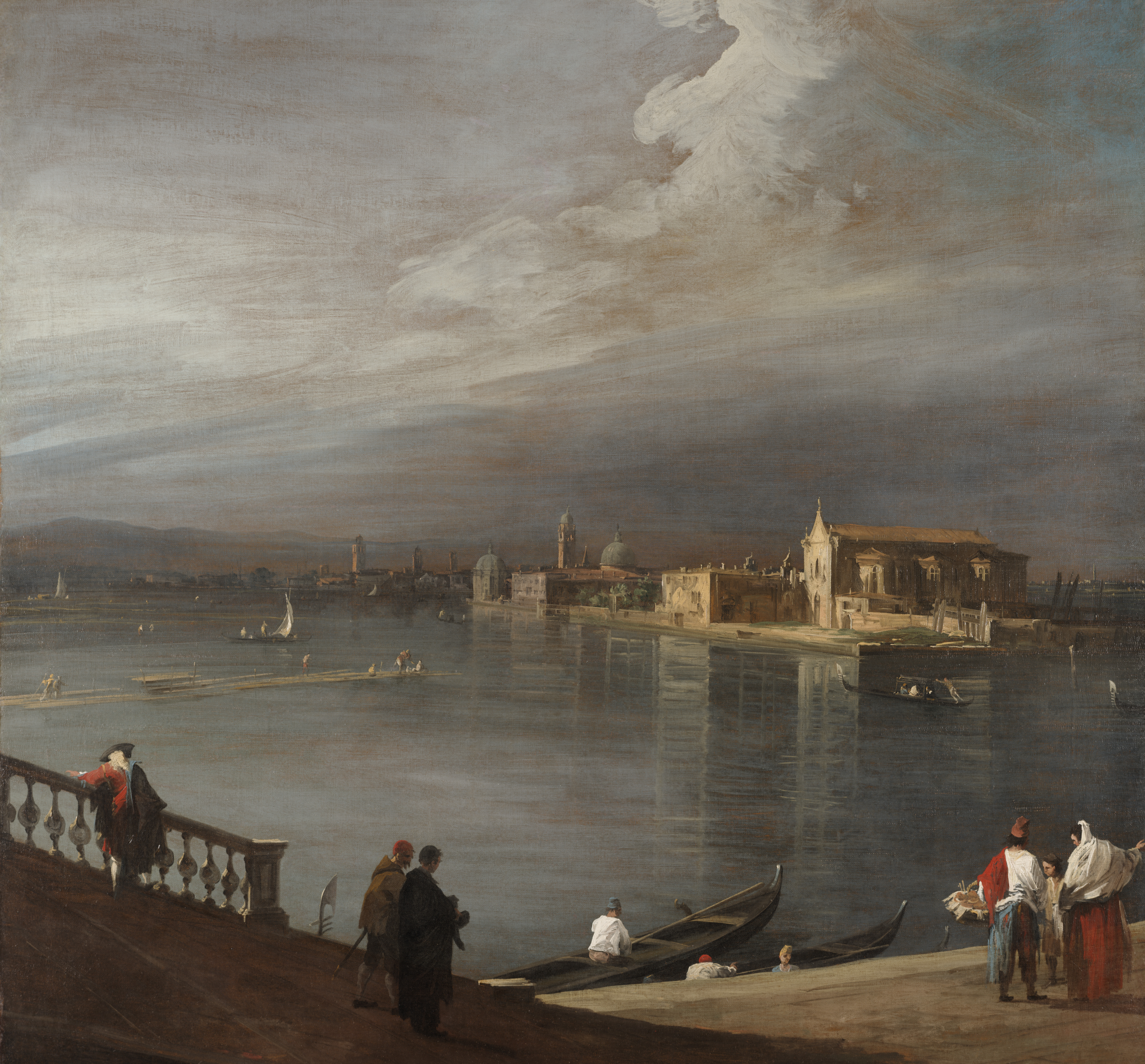
Canaletto: Ostrovy San Cristoforo, San Michele a Murano v roce 1722

Ostrov byl poprvé obydlen v 15. století, když roku 1469 na jeho severním cípu architekt Mauro Codussi začal z bílého istrijského mramoru stavět trojlodní baziliku San Michele pro klášter kamaldulských benediktinů. K ní byla roku 1530 přistavěna šestiboká renesanční kaple s kupolí rodiny Emiliani (Capella Emiliana), kterou projektoval architekt Guglielmo Bergamasco, o třicet let později ji upravil Jacopo Sansovino. Ze statických důvodů (nepevný terén, mělké základy) musela být zdejší architektura často obnovována.
Hřbitov byl založen roku 1807 nejprve na pustém menším ostrově San Cristoforo della Pace, a to z příkazu Napoleona Bonaparte, který Benátky okupoval a z hygienických důvodů zakázal pohřby ve městě.. Na sousedním a větším ostrově San Michele byl hřbitov vybudován v letech 1812–1813 podle projektu architekta Giannantonia Selvy. Při kostele San Michele někdejšího kláštera byli v rajské zahradě jednotlivci pohřbíváni již dříve. Přestavbou a zbořením zdí byla plocha rozšířena a upravena na pohřebiště křesťanů od roku 1807. Péči o hřbitov převzali zprvu augustiniáni a po nich františkáni. Již roku 1837 kapacita hřbitova nedostačovala, a proto byl zasypán průliv mezi ním a sousedním ostrůvkem San Cristoforo. Další opakované rozšiřování plochy pomocí pilotů vedlo k úpravě původně nepravidelného půdorysu ostrova na současný obdélník. Přestože je hřbitov označen jako civilní, obsahuje několik desítek válečných hrobů vojáků z období napoleonského i z obou světových válek. Také označení hřbitova za křesťanský není přesné. Byli a jsou na něj pohřbíváni také bezvěrci a Židé (hlavní benátský židovský hřbitov je na Lidu). V současné době je hřbitov ve správě města Benátky. Hřbitov se stal oblíbeným návštěvním cílem mnoha osobností z celého světa, které si přály zde být pohřbeny.   

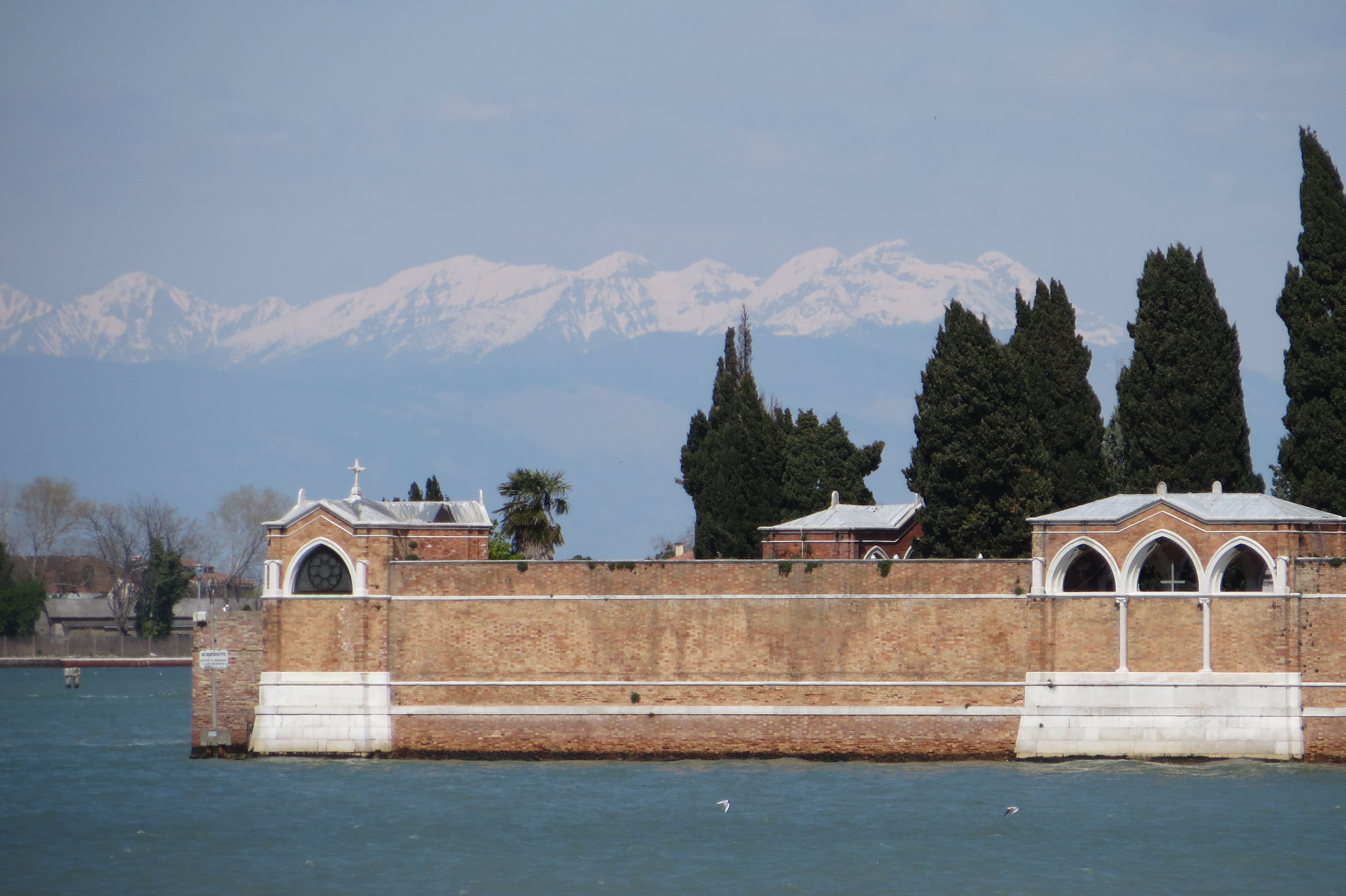
Ohradní zeď a kaplové hrobky

## Uspořádání hřbitova
Hřbitov je pravoúhlými cestami a zdmi rozdělen do 22 oddělení. Jednotlivé ohrady jsou značeny latinskými čísly a písmeny abecedy. Různé konfese mají svá oddělení s vlastní kaplí. Dosud se zde pohřbívá v rakvích, v urnách, v kolumbáriu i na rozptylových loučkách. Monumentální historický hřbitov novogotického stylu z 19. století tvoří 38 edikul (výklenkových kaplí či hrobek) italských šlechtických rodin: 1. Salviati (římská větev), 2. Testolini Quadri, 3. Azzano, 4. Venier, 5. Olivieri, 6.-22. ostatní.

## Některé slavné pohřby
- Josif Brodskij (1940–1996), sovětský básník-disident
- Sergej Ďagilev (1872–1929), ruský zakladatel a impresário baletu
- Christian Doppler (1803–1853), rakouský fyzik a optik, hrob zanikl; epitaf je na stěně u vchodu
- Carlo Gozzi (1720–1806), italský dramatik
- Egon Lerch (1886–1915), rakousko-uherský námořní důstojník
- Luigi Nono (1924-1990), italský hudební skladatel
- Ezra Pound (1885–1972), americký básník, esejista a překladatel
- Igor Stravinskij (1882–1971), ruský hudební skladatel
- Franz Wickhoff (1852-1910), rakouský historik umění
- Ermanno Wolf-Ferrari (1876–1848), italský hudební skladatel a pedagog